# Herpyllus scholasticus
Herpyllus scholasticus är en spindelart som beskrevs av Chamberlin 1922. Herpyllus scholasticus ingår i släktet Herpyllus och familjen plattbuksspindlar. Inga underarter finns listade i Catalogue of Life.